# Teresa Worek
Teresa Worek (ur. 19 lutego 1964 w Dębicy) – polska siatkarka, wieloletnia reprezentantka Polski (1984–1995) – uczestniczka mistrzostw Europy, mistrzyni Polski i Francji.

## Kariera reprezentacyjna
W reprezentacji Polski debiutowała 31 maja 1984 w towarzyskim meczu z Koreą Północną. Czterokrotnie wystąpiła w mistrzostwach Europy (1987 – 11 m., 1989 – 10 m., 1991 - 9–10 m., 1995 - 9–10 m.). Ostatni raz wystąpiła w drużynie narodowej 28 września 1995 w meczu mistrzostw Europy z Niemcami. Łącznie w latach 1984–1995 wystąpiła w 273 meczach reprezentacji, w tym 239 oficjalnych.

## Kariera klubowa
Była wychowanką klubu Siarka Tarnobrzeg, w którego barwach debiutowała w 1980 w II lidze. Po dwóch sezonach w Siarce, przeszła do Czarnych Słupsk, ale na skutek braku zgody na transfer w sezonie 1982/1983 odbyła roczną karencję. Ze słupskim klubem zdobyła siedem medali mistrzostw Polski, w tym czterokrotnie tytuł mistrzyni Polski (1985, 1986, 1987, 1992), dwukrotnie wicemistrzyni (1984, 1988) oraz raz brązowy medal (1991). Po zdobyciu ostatniego tytułu mistrza Polski wyjechała do Francji, grała następnie w klubach: VBC Riom Auvergne (1992–1993), z którym zdobyła mistrzostwo Francji (1993), AS Saint Raphael VB, a od 1999 w ASPTT Mulhouse, gdzie zakończyła karierę w 2003 i następnie została II trenerem.

## Jako siatkarka

### Sukcesy klubowe
Puchar Polski:
- 1984, 1985, 1987, 1991

Liga polska:
- 1985, 1986, 1987, 1992
- 1984, 1988
- 1991

Liga francuska:
- 1993